# Давіде Біондіні
Давіде Біондіні (італ. Davide Biondini, нар. 24 січня 1983, Чезена) — італійський футболіст, що грав на позиції півзахисника. Провів два матчі за національну збірну Італії.

## Клубна кар'єра
Народився 24 січня 1983 року в місті Чезена. Вихованець футбольної школи клубу «Чезена». Дорослу футбольну кар'єру розпочав 2001 року в основній команді того ж клубу і провів у першому сезоні за клуб 21 гру. У наступному сезоні Давиде зіграв 24 матчі і забив 2 голи. 
Влітку 2003 року половину прав на Біондіні викупила «Віченца». Головний тренер команди, Джузеппе Якіні, зробив ставку на півзахисника, використовуючи його на правому фланзі. Давіде провів за клуб 41 матч і забив 1 гол. У наступному сезоні Біондіні провів 22 гри. У червні 2005 року «Віченца» викупила іншу частину прав на гравця за 220 тис. євро.
У липні 2005 року Біондіні перейшов в «Реджину», що заплатила за половину прав на футболіста 1,4 млн євро. Разом з ним був куплений і інший гравець «Віченци» Лука Рігоні. 28 січня 2006 року «Реджина» купляє іншу половину прав в обмін на нападника Сімоне Каваллі. За сезон у «Реджині» Біондіні провів 28 ігор, дебютувавши в серії А. Клуб зайняв 13 місце в першості.
В наступному році Біондіні був орендований «Кальярі», яке після першого сезону викупив трансфер гравця. У першому сезоні в команді Біондіні використовувався Марко Джампаоло та іншими тренерами клубу на місці центрального півзахисника. Але з приходом на пост головного тренера команди Массіміліано Аллегрі був переведений на лівий фланг півзахисту. 1 листопада 2009 року Біондіні провів сотий матч за «Кальярі». Влітку 2010 року Біондіні цікавилися в «Наполі», але Давіде залишився в старому клубі.
11 січня 2012 року Біондіні перейшов в «Дженоа». Він дебютував у новій команді 15 січня у грі з «Удінезе». Всього ж у другій половині сезону 2011/12 італійський півзахисник відіграв за генуезців 20 матчів.
24 серпня 2012 року був відданий в оренду з правом викупу до «Аталанти». За сезон півзахисник провів 24 матчі, всі в чемпіонаті. Однак влітку 2013 року бергамаски викупати контракт гравця не стали і він повернувся до Генуї. До кінця року за «Дженоа» Біондіні зіграв ще 17 матчів і навіть забив один гол у чемпіонаті.
23 січня 2014 року був відданий в оренду в «Сассуоло», яке влітку викупила контракт гравця. Відіграв за команду із Сассуоло за шість сезонів загалом 180 матчів у всіх змаганнях.
Завершив професійну ігрову кар'єру 2019 року, відігравши останній сезон у четвертому італійському дивізіоні за свою рідну «Чезену».

## Виступи за збірні
2001 року дебютував у складі юнацької збірної Італії, взяв участь у 2 іграх на юнацькому рівні.
Протягом 2002–2006 років залучався до складу молодіжної збірної Італії. 2006 року в складі збірної до 21 року брав участь у молодіжному чемпіонаті Європи в Португалії, де провів одну гру, вийшовши на заміну в останньому матчі групового етапу, а італійці виступили невдало, посівши 3 місце на груповій стадії змагання. Всього на молодіжному рівні зіграв у 3 офіційних матчах.
9 листопада 2009 року Біондіні вперше був викликаний Марчелло Ліппі до складу першої збірної. 14 листопада 2009 року Давида дебютував у складі збірної в товариській грі проти збірної Нідерландів, вийшовши на заміну замість Анджело Паломбо. Біондіні також вийшов на заміну в наступній грі збірної зі Швецією і мав шанс забити.
Після цього до лав «скуадри адзурри» не залучався. Всього провів у формі головної команди країни 2 матчі.
| Дата       | Місто   | Господарі | Результат | Гості      | Турнір           | Голи | Примітки |
| ---------- | ------- | --------- | --------- | ---------- | ---------------- | ---- | -------- |
| 14/11/2009 | Пескара | Італія    | 0 – 0     | Нідерланди | товариський матч | -    |          |
| 18/11/2009 | Чезена  | Італія    | 1 – 0     | Швеція     | товариський матч | -    |          |
| Усього     |         | Матчів    | 2         |            | Голів            | 0    |          |